# グレープ (フンボルトペンギン)
グレープ（1996年4月16日 - 2017年10月12日）は、羽村市動物公園と東武動物公園で飼育されていたフンボルトペンギン。
2017年4月のメディアミックス作品『けものフレンズ』と東武動物公園のコラボレーション企画で、フンボルトペンギンにちなんだキャラクター「フルル」のパネルを見つめる姿が注目された。

## 生涯
1996年4月16日、羽村市動物公園で生まれる。同園で個体識別のために左のフリッパー（ヒレ状の翼）に紫色のリングを取り付けられ、これが名前の由来となった。その後、同園でメスのフンボルトペンギン「ミドリ」とつがいになる。
2007年、新たにペンギン舎が建設された東武動物公園にミドリとともに移された。同園ではオスのペンギンは右翼に、メスは左翼に翼帯を取り付けることで雌雄を識別していたが、グレープの翼帯は右翼に移されることはなく、生涯を通じて左翼の紫リングがトレードマークであり続けた。
2009年、ミドリとの間に子をもうける。この子は国内の飼育フンボルトペンギンの血統を管理して近親交配を避ける目的、および江戸川区自然動物園側のフンボルトペンギン自体の羽数も少ないので群れレベルで移動し羽数増加で繁殖の目的で、卵の状態で江戸川区自然動物園に送られて6月3日に孵化し、名前は「はんぺん」と命名された。
育ての親(養父母)はきんとき（オス）と左緑黒（メス）。さらに、はんぺんは養母の左緑黒と禁断の恋愛関係になり、養父きんときから奪い取った略奪愛で実母のミドリが乗り移ったかのような泥沼恋愛劇で話題となっていたが、はんぺんは江戸川区自然動物園の園側の狙い通り血がつながらない義理の妹(同養父母に養子入りした)のつみれと婚姻関係となって、グレープの血縁の子孫は脈々とつながって略奪愛から正規の血がつながらない養子同士の義兄妹恋愛となり、養子家系でも養父母であるきんとき左緑黒夫妻にとっても孫の誕生にもつながる。
2010年ごろ、ミドリが若いオスのフンボルトペンギン「デンカ」とつがいになり、グレープとのペアが解消された。なお通常、ペンギン科の鳥は一旦つがいになると片方が死ぬなどして失われない限り、ペアを変えない。なお、デンカの誕生は2010年春であり、ミドリとは大きく歳の離れたつがいだった。デンカはまだ若かったが、2018年1月25日に死去している。
詳細な時期は不明だが足を怪我しており、この治療生活の過程で飼育員から優しくされたためか、自分で魚を獲らず飼育員が口元に運んでくるのを待つほど、甘えん坊な性格になった。

### 2次元に恋したペンギン
2017年4月、メディアミックス作品『けものフレンズ』とのコラボレーションに際し、同作に登場する擬人化された動物のパネルが計60枚、アルパカ、フラミンゴ、ライオンなど多くの動物の飼育施設に設置された。ペンギン舎内にはフンボルトペンギンのキャラクター「フルル」のパネル看板が設置された。すると、グレープはこのパネルに特に強い関心を示し、じっと見つめる姿が多くの来園者から目撃され、給餌の時間ですら食事をとらずにパネルの前を離れない姿が連日見られた。数日のうちに「ペンギンがアニメキャラクターに恋をした」として認知され、インターネット上で話題となった。程なく個体名も周知されるところとなり、「グレープ君」として、また21歳という年齢が人間に換算すると80歳ほどにあたることから「グレ爺」として、一層の注目を集めた。
グレープがパネルの前から動かない様子は、ソーシャルネットワークサービスや、ワイドショーでも取り上げられた。東武動物公園側も「グレープ」の名にちなみ、崩したぶどうゼリーにシリアルとソフトクリームを合わせたスイーツを「恋するグレープ」という名称で限定販売したほか、インターネット配信にてグレープの姿を伝え、テレビアニメ版『けものフレンズ』でフルルの声優を務めた築田行子も、自身のTwitter上でグレープを取り上げる写真を載せた。『けものフレンズ』とのコラボ期間が終わった後も、来園者の希望に応えてパネルは設置されたままになった。その結果、同園の2017年4月から同年6月までの来場者数は前年比の約2割増となったのに対し、ペンギン舎の来場者は約20倍と大幅に増加した。同年7月に発売された書籍『けものフレンズオフィシャルガイドブック』第4巻の帯にもグレープの写真が掲載され、「東武動物公園のグレープくん」と紹介されている。
グレープがパネルから離れない理由について、同園の広報担当は「メスとは認識していないのではないか」と推測している。「老齢であるため目が悪く、パネルを人間と勘違いしているのではないか」、あるいは「各ペンギンには気に入った場所があるため、グレープの気に入った場所がたまたまパネルの近くに移動したからではないか」と推測された。
2017年10月10日頃より、餌を食べているにもかかわらず体重の減少が続く状態が見られたため、同年10月11日より展示を中止して常時飼育員の目が届く場所に移された。パネルもグレープのそばに移され、台風18号の被害を避けるため、9月17日午後から9月18日朝にかけて一旦撤去されたのを除き、コラボ開始以来初めてパネルがペンギン舎から取り除かれた。
静養当初のグレープは食欲もあり、一見すると元気そうだった。しかし、2017年10月11日の午後11時ごろから容態が急変し、点滴などの処置を行うも同年10月12日の午後2時30分に死亡した。なお、1か月後には「秋のグレープ祭り」が予定されていた。

## 反響
死後、東武動物公園は2017年10月14日から同年10月22日まで献花台を設置するなどしている。この献花台には、半年にわたってペンギン舎に設置されていたパネルとともに、『けものフレンズ』のキャラクターデザインを担当している吉崎観音から寄贈された記念のイラストパネルが設置された。このイラストは「フルル」とグレープのツーショットで、「フルル」の左翼には紫色の翼帯がついている。このパネルは続く11月11日から開催された「秋のグレープ君感謝祭」以降、従来の「フルル」パネルに代わって他の『けものフレンズ』キャラクターの中に混ざる形で展示されている。
同園のペンギン担当飼育員は、時事通信社による取材や10月14日のニコニコ生放送において「これまで『東武のペンギン』として一纏めに扱われていたものを、それぞれ名前を持った『個』として見てもらえるようにしたグレープの功績は大きい」と語った。
日本以外でも、世界各国のメディアによってその死が報じられている。著名なものではイギリスのBBC、デイリー・メール、アメリカのニューズウィーク、CBS、ドイツのビルトなどが挙げられる。

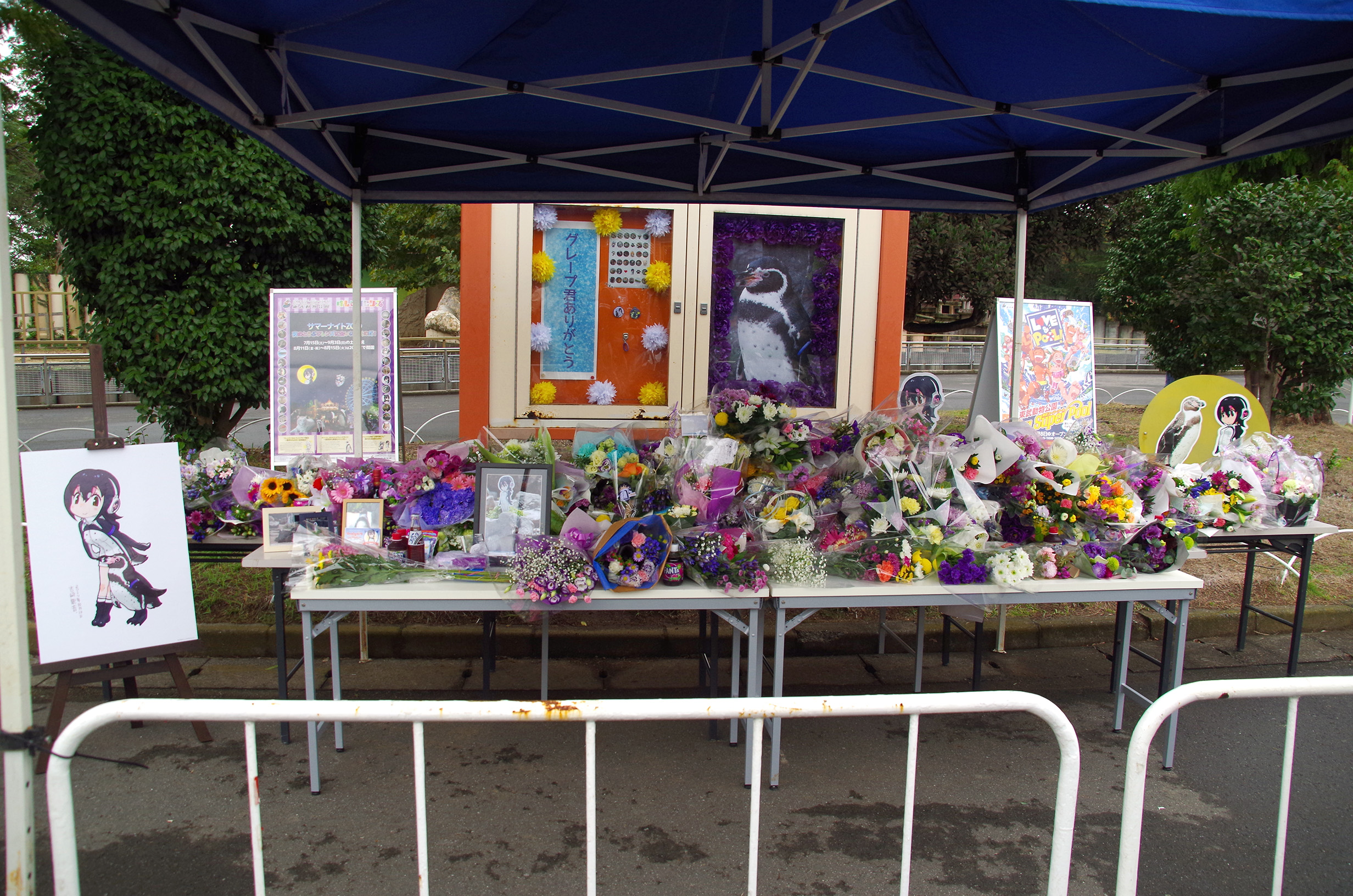
多数のファンが訪れ、献花や、関連グッズなどを供えた。2017年10月14日。
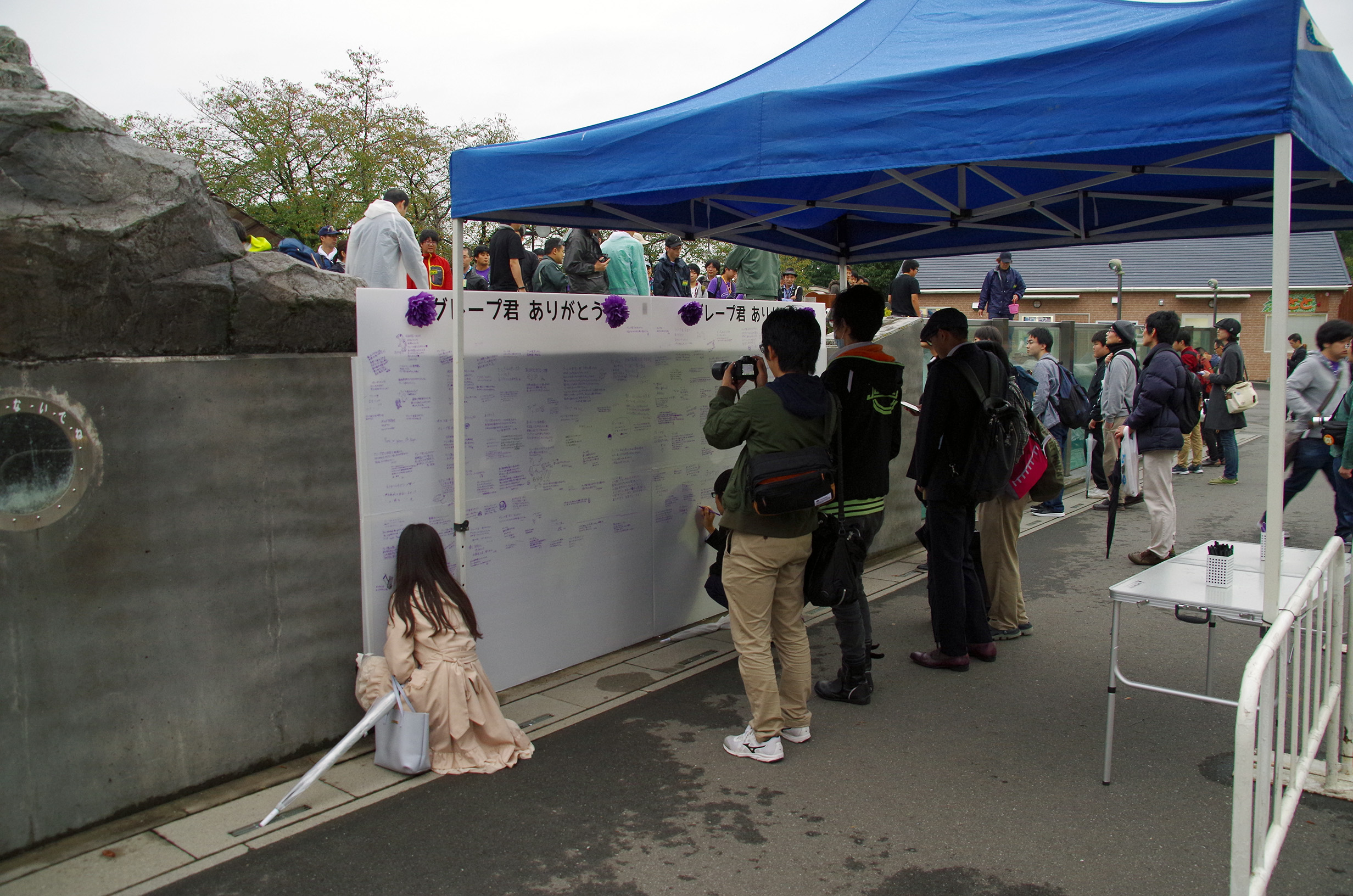
臨時に設置されたメッセージボード。2017年10月14日。